# Altenburg (Reutlingen)
Altenburg ist ein Stadtteil von Reutlingen im Landkreis Reutlingen in Baden-Württemberg. Bezirksbürgermeister ist Frank Hofacker.

## Geographie
Altenburg liegt im Norden des Stadtgebietes am Neckar zwischen Kirchentellinsfurt und Oferdingen. Im Nord-Osten liegt ein Baggersee.

## Geschichte

### Römische Spuren
Auf der westlich vom Ort gelegenen Madenburg (heutiges Industriegebiet Mahden) stand eine ziemlich ausgedehnte römische Niederlassung. Bauern stießen bei Feldarbeiten dort immer wieder auf Mauerreste, römische Ziegel und Heizröhren. Südlich davon führte eine Römerstraße vorbei, die von Kirchentellinsfurt über Altenburg nach Oferdingen verlief. Von der Madenburg ging ein alter Heeresweg nach Gniebel und Walddorf ab. In neuerer Zeit war diese Anlage in Vergessenheit geraten, obwohl die Beschreibung des Oberamts Tübingen 1867 davon berichtete. Die Anlage der Villa Rustica wurde bei Arbeiten an der B 464 wiederentdeckt. Damit ist die Besiedlung zur Zeit der Römer nachgewiesen.

### Mittelalter und Neuzeit

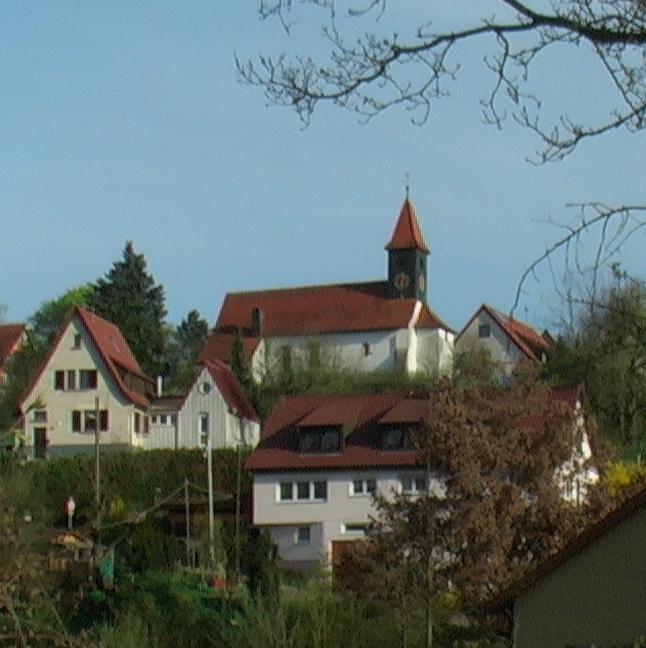
Nikolauskirche (Foto 2011)

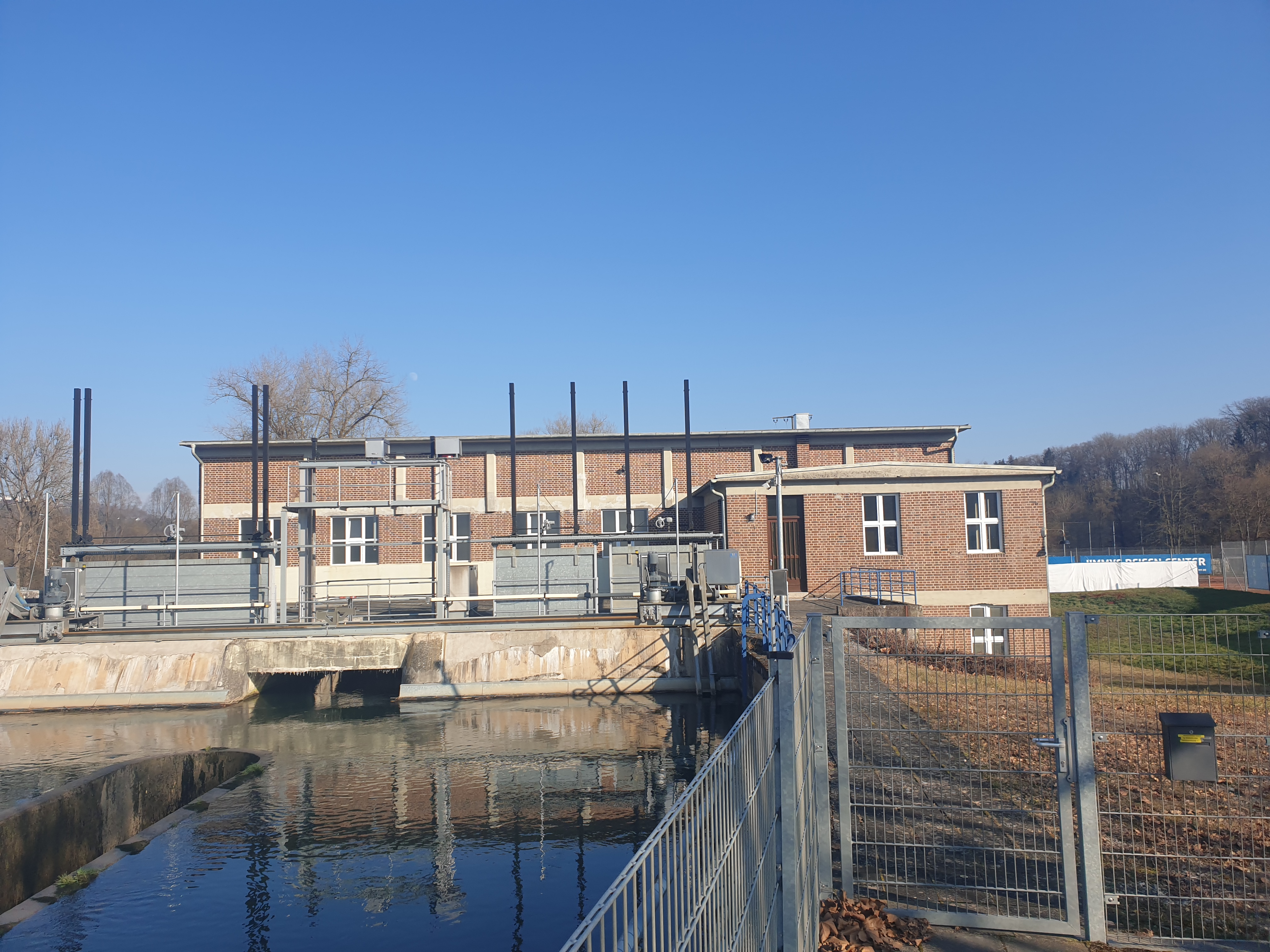
Wasserkraftwerk (Foto 2025)

Die auf der Anhöhe am Nordende des Dorfes stehende Kirche wurde 1654, anstelle einer dem heiligen Nikolaus durch Bischof Werner von Straßburg geweihten Kapelle, errichtet. Ihr heutiger Bau entstammt teilweise dem 11. Jahrhundert. Beide Glocken wurden 1837 von Christian Adam Kurtz und Sohn in Reutlingen gegossen. In Verlängerung der Kirche erstreckte sich einst in nordöstliche Richtung eine alte, feste Mauer; auch Spuren eines Grabens deuten auf die Ortsburg hin, die dort vor 1070 gestanden sein soll. Hinweise auf die Existenz einer Burg geben auch die Flurnamen (Luckenäcker, Falltor) und die Siebenscheuer, die 1969 dem evangelischen Kindergarten weichen musste. Zweifellos verdankt der Ort dieser Burg seinen Namen.
Altenburg gehörte den Grafen von Achalm-Urach und bildete im späten Mittelalter mit Degerschlacht, Rommelsbach und Sickenhausen einen eigenen Gerichtsbezirk. Altenburg dürfte einer der führenden Sitze dieses Geschlechts gewesen sein. Als Hinweis darauf ist die im Jahre 1085/86 erwogene Klostergründung der Grafenbrüder Kuno von Wülflingen und Liutold von Achalm-Urach anzusehen, die beide kinderlos waren und die den Ort „wegen der Anmut seiner Lage, der guten Viehweiden und der Fische im Neckar, sehr angenehm und wohnlich“ fanden. Es erhoben sich aber Bedenken wegen der bergigen Lage und des Mangels an Quellwasser. Schließlich gründeten die Grafen 1089 das Kloster in Zwiefalten. Zu dessen Aussteuer gehörte das gesamte Dorf samt St.-Nikolaus-Kapelle mit einer Mühle sowie die im Bempflinger Vertrag genannten Güter. Im Laufe der Zeit verkaufte das Kloster seine Höfe, doch es dauerte bis ins Jahr 1730, ehe der gesamte klösterliche Besitz durch Vertrag an Württemberg überging.
Auch die Johanniterkommende Dätzingen und Rohrdorf besaß Gefälle in Altenburg, welche 1809 von Württemberg verstaatlicht wurden.
Der größte Teil Altenburgs war schon Anfang des 15. Jahrhunderts an die Reutlinger Familie Teufel übergegangen. Hans Teufel verkaufte am 22. Januar 1444 Altenburg, Sickenhausen, Rommelsbach und Degerschlacht mit „Vogtei, Gericht, Leuten, Gütern und Gefällen, wie er dies alles von seinem Vater ererbt hatte“, für 2800 Gulden an den Grafen Ludwig von Württemberg. Nach der Reformation wurde Altenburg dem Amt Tübingen zugeteilt und zum Sitz eines Unteramts. Bis 1738 stellte es den Oberschultheißen, wurde danach Filial von Oferdingen und musste das Gericht nach dorthin abgeben.
Während der Pestzeit zwischen 1609 und 1611 starben im ganzen Tübinger Amt insgesamt 2668 Menschen. In Altenburg erlagen damals 55 Personen der Seuche. Im Dreißigjährigen Krieg teilte der Ort das Schicksal seiner Nachbargemeinden. Die Nikolauskapelle wurde nach der Schlacht bei Nördlingen beschädigt.
Erst 1844 erhielt Altenburg einen eigenen Pfarrverweser. Im gleichen Jahr wurde der ummauerte Begräbnisplatz am Ostrand des Ortes angelegt. Bis dahin wurden die Toten auf dem Friedhof von Oferdingen beigesetzt. 1867 verzeichnete das Dorf 425 Einwohner. Am 1. Januar 1972 wurde Altenburg im Zuge der Gemeindereform in die Stadt Reutlingen eingemeindet.

## Persönlichkeiten
- Lewis Wernwag (1769–1843), deutsch-amerikanischer Unternehmer und Brückenbauer

## Infrastruktur und Verkehr
- Am westlichen Ortsrand verläuft die Bundesstraße 464, die den Ort vom Industriegebiet abtrennt. Sie führt südwärts über Reutlingen auf die Schwäbische Alb, nordwärts mündet sie nach kurzer Strecke in die vierspurig ausgebaute Bundesstraße 27, die über den Flughafen Stuttgart nach Stuttgart führt. Nördlich und jenseits des Neckars verläuft die Bundesstraße 297 in West-Ost-Richtung von Tübingen zur Autobahn 8 bei Wendlingen. Durch den Ort führt die Kreisstraße 6727.
- Von 1928 bis 1970 verkehrte zwischen Altenburg und Reutlingen die Straßenbahn Reutlingen, heute wird der Vorort durch die Omnibuslinien 9 und 31 der Reutlinger Stadtverkehrsgesellschaft erschlossen.
- Seit 1929 wird hier das Wasserkraftwerk Altenburg betrieben.